# Márcio Cruz
Márcio Cruz (São Gabriel, Río Grande del Sur, 5 de marzo de 1971) es un exfutbolista brasileño que jugaba como delantero y realizó la mayor parte de su carrera deportiva en Colombia donde se nacionalizó y actualmente vive en la ciudad de Palmira.

## Trayectoria

### Inicios
Jugó en Brasil durante 3 temporadas en equipos de su natal ciudad y en la "B" del Grêmio de Porto Alegre.

### Colombia
Llegó a jugar a Colombia para el Junior de Barranquilla durante la temporada 1993-1994.
Durante su carrera profesional sus mejor temporadas fueron en:
- Cortulua donde anotó 30 goles en 91 partidos.
- Millonarios donde anotó 39 goles en más de 212 partidos.

## Dato
El gol más rápido de su carrera lo marcó vistiendo la camiseta de Millonarios, en un recordado encuentro frente al Deportivo Cali,el 7 de abril de 1996. Apenas habían transcurrido 32 segundos desde el pitazo inicial cuando logró vulnerar la portería rival. Aquella anotación no solo quedó en la memoria por su velocidad, sino que además se mantuvo durante muchos años como el gol más rápido en la historia del club capitalino.

## Clubes
| Club               | País      | Año         |
| ------------------ | --------- | ----------- |
| Sáo Gabriel        | Brasil    | 1990 - 1993 |
| Grêmio             | Brasil    | 1993 - 1994 |
| Aimoré             | Brasil    | 1994        |
| Junior             | Colombia  | 1994 - 1996 |
| Millonarios        | Colombia  | 1996 - 1998 |
| Cortuluá           | Colombia  | 1998 - 2000 |
| Millonarios        | Colombia  | 2000        |
| Defensor Sporting  | Uruguay   | 2001        |
| Millonarios        | Colombia  | 2001 - 2003 |
| Cortuluá           | Colombia  | 2003 - 2004 |
| Deportivo Pasto    | Colombia  | 2004        |
| Cortuluá           | Colombia  | 2005        |
| Mineros de Guayana | Venezuela | 2005        |
| Atlético Huila     | Colombia  | 2006        |
| Deportes Quindío   | Colombia  | 2006        |
| Boyacá Chicó       | Colombia  | 2007        |
| Bogotá F. C.       | Colombia  | 2007        |
| Espoli             | Ecuador   | 2008        |
| Depor Aguablanca   | Colombia  | 2008        |

## Estadísticas
| Club                   | Temporada               | Div. | Liga | Liga  | Copa Libertadores | Copa Libertadores | Copa Merconorte | Copa Merconorte | Total | Total |
| Club                   | Temporada               | Div. | PJ.  | Goles | PJ.               | Goles             | PJ.             | Goles           | PJ.   | Goles |
| ---------------------- | ----------------------- | ---- | ---- | ----- | ----------------- | ----------------- | --------------- | --------------- | ----- | ----- |
| Millonarios · Colombia | 1996-98, 2000 y 2001-03 | 1ª   | 197  | 36    | 8                 | 1                 | 7               | 2               | 212   | 39    |

## Palmarés

### Campeonatos nacionales
| Título              | Club   | País     | Temporada |
| ------------------- | ------ | -------- | --------- |
| Categoría Primera A | Junior | Colombia | 1995      |

### Copas internacionales
| Título          | Club        | País     | Temporada |
| --------------- | ----------- | -------- | --------- |
| Copa Merconorte | Millonarios | Colombia | 2001      |